# Kaufhaus Honer
Das Kaufhaus Honer war ein Kaufhaus in Bamberg. Das Stammhaus am Maximiliansplatz/Maxplatz war durch eine Passage mit der Promenade verbunden. 

## Geschichte

### Von der Tuchwarenhandlung Silbermann zum Kaufhaus Rekord
1842 gründete Lazarus Silbermann am Maxplatz 10 eine Tuchhandlung. Aus dieser Firma entwickelte sich ein „Einheitspreisgeschäft“ unter der Prämisse, die Kunden günstig mit Lebensmitteln und Artikeln des täglichen Bedarfs zu versorgen. Die Firma hatte sich der Einkaufsgemeinschaft Grohag Leipzig angeschlossen. Diese Läden wurden für kurze Zeit unter dem Namen Wohlwert geführt. Nachdem der Woolworth-Konzern Klage geführt hatte, wurde das Bamberger Geschäft in Rekord umbenannt. 
Nach dem Zukauf der Nachbarhauses Maxplatz 12 wurden die Anwesen von Friedrich Silbermann, einem Enkel des Firmengründers Lazarus, zu größeren Verkaufsflächen zusammengefasst. Das erweiterte Einheitspreisgeschäft Rekord wurde im Oktober 1931 eröffnet. Infolge wirtschaftlicher Schwierigkeiten der neuen Firma übernahm noch im selben Jahr die aus Mühlhausen/Thüringen stammende Margarete Honer beträchtliche Geschäftsanteile von Friedrich Silbermann. Ihr Ehemann Emil Honer wurde Geschäftsführer. Obwohl das Haus ein „gemischtes“ Unternehmen mit jüdischen und christlichen Partnern war, betrachteten die Nationalsozialisten das Warenhaus seit dem „Judenboykott“ im April 1933 als jüdisches Unternehmen, bis Honer im August 1933 die Majorität der Geschäftsanteile erwarb. Zur Verdeutlichung brachte die Firmenleitung am Eingang den Hinweis „Rekord das deutsche Geschäft“ an. Seinen restlichen Anteil von 10 % gab Silbermann 1937 auf, blieb aber zunächst Besitzer des Anwesens und erhielt die Mieteinnahmen. Im November 1941 wurden Friedrich Silbermann (* 1881) und seine Frau Alice (geborene Zenner * 1896) in das Ghetto Riga verschleppt und ermordet. Ihre Tochter konnte sich in die USA retten.

### Familienunternehmen Honer
Bereits ab 1939 nannte sich der Betrieb Rekord Honer & Co, nach dem Zweiten Weltkrieg beschränkte man sich schließlich auf den Namen der Besitzerfamilie Honer. Im Anschluss ans Kriegsende bildeten flüssige Schmierseife, Strümpfe aus Chemnitz, aus alten Stahlhelmen gefertigte Kochtöpfe und Spinnräder die Glanzlichter des Sortiments. Wie andere mittelständische Einzelhändler löste Honer das Problem der Warenbeschaffung durch den Beitritt in einen Großhandelsverband. Zunächst schloss er sich der Grohag, 1935 der ERWEGE und schließlich 1949 der Nachfolgegemeinschaft Kaufring an, der das Kaufhaus bis zu deren Insolvenz 2002 angehörte. Seitdem wurde es Mitglied der EK-Großeinkauf bzw. Sütegro. 
1946 trat Sohn Hans-Joachim als Führungskraft in das Unternehmen ein, in dem er Ende 1950 die gesamte Führung übernahm. Es folgte im Wirtschaftswunder eine Phase des Ausbaus. 1952 wurden von den Honers die beiden Anwesen Maximiliansplatz 10 und 12 von der Silbermann-Erbin käuflich erworben. 1961 wurden die Gebäude abgerissen und durch einen Neubau ersetzt. Fünf Jahre später wurde auf dem benachbarten Grundstück Promenade 13 ein Verkaufsraum erstellt, der 1987 durch eine Passage mit dem Stammhaus verbunden wurde. 1980–1982 wurde das 1972 erworbene Nachbargrundstück Maximiliansplatz 8 zusammen mit Maximiliansplatz 10/12 zur Erweiterung des Kaufhauses umgebaut.
Das zentral in Bamberg gelegene Kaufhaus blieb über Jahrzehnte ein führendes Unternehmen in Bamberg und bildete mit dem Warenhaus Galeria (früher Tietz bzw. Hertie, dann Karstadt) am Grünen Markt und (dem in den 1990er Jahren geschlossenen) Kaufhaus Witt an der Ecke Königstraße/Luitpoldstraße einen von drei Einzelhandels-Magneten in der Innenstadt. Hans-Joachim Honers Sohn, Franz-Joseph, trat nach Führungstätigkeit in einem Warenhauskonzern und mittelständischen Kaufhausunternehmen 1978 in das elterliche Unternehmen Kaufhaus Honer ein. 
Das Sortiment reichte von Haushaltswaren, Uhren und Schmuck, Mode bis zu Spielwaren, Schreibwaren und Süßigkeiten. Frühere Abteilungen, wie die Lebensmittelabteilung im Untergeschoss oder die Drogeriewaren, wurden nach und nach aufgegeben.
Am 31. August 2012 schloss das Kaufhaus. Als Nachmieter für die Gebäude zog ein Bekleidungsgeschäft ein.